# Sainte-Anne (metropolitana di Rennes)
Sainte-Anne è una stazione d'interscambio della metropolitana di Rennes tra la linea A e la linea B. È situata sotto la place Sainte-Anne, nel centro storico del capoluogo bretone.

## Storia
La stazione fu costruita tra il 1997 ed il 2000 e fu aperta al traffico il 15 marzo 2002 quando fu attivata l'intera linea A.
Il 20 settembre 2022 fu attivata anche la stazione della linea B.